# Kameana Hirka, Luhînî
Kameana Hirka (în ucraineană Кам`яна Гірка) este un sat în comuna Ostapî din raionul Luhînî, regiunea Jîtomîr, Ucraina.

## Demografie
Componența lingvistică a localității Kameana Hirka
     Ucraineană (100%)
Conform recensământului din 2001, toată populația localității Kameana Hirka era vorbitoare de ucraineană (100%).